# 長尾一大心
長尾 一大心（ながお たいしん、2003年9月13日 - ）は、日本の男性プロレスラー。全日本プロレス所属。北海道釧路市出身。

## 経歴
自身が生まれる前に他界した曾祖母がプロレスのファンで、その影響でプロレスラーを志す。また中学2年生の頃に全日本プロレスの釧路興行を観戦し、試合後には売店で宮原健斗と写真を撮っている。小学生から中学生までの9年間はアイスホッケーを経験。中学校は「日本一練習が厳しいアイスホッケー部」である強豪校だった。高校時代はプロレスラーを本格的に目指すべく、柔道を経験。高校卒業後、一度就職するもトレーニングを続け、2023年12月1日に新木場1stRINGで開催された全日本プロレス公開入門テストを受験し合格する。
半年間の練習生期間を経て、全日本プロレス旗揚げ記念日の10月22日後楽園ホール大会で、先輩の井上凌相手にデビュー戦を行う。デビューからわずか2戦目、期間にして5日後には故郷の北海道・札幌大会で凱旋試合となる「長尾一大心試練の3番勝負」第1戦が行われ、師匠である青柳優馬とのシングルマッチが組まれるも玉砕した。
2025年6月7日、同年5月31日にバスとの接触事故により受傷した怪我を理由に、当面の間欠場することが全日本プロレスにより発表された。その後同月21日、全日本プロレスにより改めて詳細な状況が報告され、長尾が接触したバスは団体の巡業バスであったことが明らかにされ、腹部が圧迫されたことによる外傷性ショックにより、現在も集中治療を受けている事が公表された。

## 長尾一大心試練の3番勝負
2024年に開催。結果は長尾の全敗。
- 第1戦 青柳優馬（10月27日・アパホテル&リゾート札幌）
- 第2戦 綾部蓮（10月29日・よつ葉アリーナ十勝）
- 第3戦 安齊勇馬（11月3日・三笠市スポーツセンター）

また、番外編として2025年1月18日新宿FACEにて宮原健斗とのシングルマッチが実現。結果は敗北。

## 得意技
ドロップキック

## 人物
- 鈴木秀樹からは「先輩」と呼ばれている。鈴木はキャリアでは長尾の大先輩だが、全日本プロレス入団は長尾の方が先であるため[4]。